# Самоса
Самоса (на персийски: سنبوساگ‎) е ястие, представляващо пълнени джобчета от тесто, традиционно ястие в Индия и Пакистан. Тестото се прави от брашно, масло, вода и сол. Запълва се много често с остатъците от приготвено ястие като например зеленчуково къри, с ориз и картофи като се добавят и кайма, сирене, яйца или месо. Правят се и сладки пълнежи. Самосата се затваря във формата на триъгълници и се пържат в горещо олио. По този начин те стават хрупкави. Възможно е и да бъдат изпечени във фурна. Могат да бъдат и с друга форма освен триъгълна. Поднася се също и със сосове. Сервира се като предястие, както и при улична търговия.
Самоса е популярно ястие в Индия, в Централна и Югозападна Азия, на Арабския полуостров, в Средиземноморието и в северните и южните части на Африка. предполага се, че е възникнало първоначално в Близкия Изток и Централна Азия.